# 五眼斑鲆
五眼斑鲆（学名：Pseudorhombus pentophthalmus），俗名五目扁鱼，为輻鰭魚綱鰈形目牙鲆科的其中一種。

## 分布
本魚分布于西太平洋區，包括日本、韓國、中国大陆和台灣、越南、菲律賓、馬來西亞、印尼等海域。该物种的模式产地在中国海。

## 深度
水深80-100公尺。

## 特徵
本魚體極扁平，略呈卵圓形；口大、眼大，雙眼同位於左側且間距極小。體為深褐色，有眼側具5個深色空心圓斑，尾鰭楔形，背鰭軟條68-76;臀鰭軟531-57枚;脊椎骨35-36個，體長可達20公分。

## 生態
本魚仔稚魚時期行浮游生活，兩眼左右對稱，成長後漸移至左側，且改行底棲生活。平時大多停棲於海底，並將魚體埋於沙中，能隨環境改變體色，很少游動，屬肉食性，以小魚和甲殼類為食。

## 經濟利用
食用魚，肉質佳，適合清蒸或紅燒。